# 2559 Svoboda
2559 Svoboda eller 1981 UH är en asteroid i huvudbältet som upptäcktes den 23 oktober 1981 av den tjeckiske astronomen Antonín Mrkos vid Kleť-observatoriet i Tjeckien. Den är uppkallad efter den tjeckiska astronomen Jindřich Svoboda.
Asteroiden har en diameter på ungefär 20 kilometer.